# Chamaedorea oblongata
Espèce
Synonymes
- Chamaedorea biloba   H.Wendl
- Chamaedorea fusca   Standl. & Steyerm.
- Chamaedorea lunata   Liebm
- Chamaedorea paradoxa   H.Wendl.
- Mauranthe lunata  (Liebm.) O.F.Cook
- Morenia corallocarpa   H.Wendl.
- Nunnezharia biloba  (H.Wendl.) Kuntze
- Nunnezharia corallocarpa  (H.Wendl.) Kuntze
- Nunnezharia lunata  (Liebm.) Kuntze
- Nunnezharia oblongata  (Mart.) Kuntze
- Nunnezharia paradoxa  (H.Wendl.) Kuntze  [1]

Chamaedorea oblongata est une espèce de plantes à fleurs de la famille des Arecaceae (les palmiers) que l'on trouve depuis le  Mexique jusqu'au Nicaragua.

## Description
Ce sont de petits palmiers avec des tiges dressées solitaires, parfois décombantes, pouvant atteindre 3 m de haut et de 1–2.5 cm de diamètre avec des entre-nœuds de 4–15 cm de long. 3 à 8 feuilles , dressées, avec 5 à 9 pennes  de chaque côté, la médiane lancéolée à rhomboïde lancéolée à oblongue- trapézoïdale, sigmoïde, de 17–40 cm de long et 3,5–10 cm de large, étroite, caduque et longuement acuminée, plus ou moins coriace, nervure principale et 2 nervures submarginales jaunâtres brillantes en dessous, rachis de 30–60 cm de long, abaxialement avec une bande jaune s'étendant jusqu'à la gaine ; gaine tubulaire, de 15–20 cm de long, pétiole de 15–30 cm de long. Les inflorescences sont infrafoliaires, solitaires, avec un pédoncule de 10–40 cm de long, des bractées 5–7 ; inflorescences staminées à rachis de 2,5–12 cm de long, vertes, rachis 9–25, longs de 30 cm, pendantes, fleurs de 3 mm de long et 3–4,5 mm de large, verdâtres en spirales denses, sépales connés à la base, pétales valvés, presque libres à la base ; inflorescences pistillées à 6–20 rachilles ou plus de 9–16 cm de long, rigides, ascendantes, rouge orangé et renflées chez le fruit, fleurs de 2 mm de long et 2,5–3 mm de large, en verticilles lâches, jaune-vert, sépales connés à l'extrémité base, pétales imbriqués presque jusqu'à l'apex. Les fruits sont ovoïdes- ellipsoïdes ou parfois falciformes ou légèrement lunaires, de 8–14 mm de long et 6–8 mm de large, atténués aux deux extrémités ou globuleux, noir brillant à maturité.

## Distribution et habitat
Distribué du Mexique au Nicaragua, il est commun dans les forêts sempervirentes humides ou très humides et les forêts des nuages de l'Atlantique et du centre-nord; à une altitude de 40 à 1600 mètres.

## Taxonomie
Chamaedorea oblongata a été décrite par Carl Friedrich Philipp von Martius et publié dans Histoire Naturalis Palmarum 3(7): 160, en 1838 (23 Sept 1838).
Etymologie
Chamaedorea: Nom générique qui dérive des mots grecs: χαμαί (chamai), que signifie "sur le terrain", et δωρεά (dorea) , que signifie "cadeau", en référence aux fruits facilement obtenus dans la nature par l'élévation peu importante des plantes.
oblongata, épithète Latin qui signifie oblong, en référence à la forme des fruits.

### Galerie

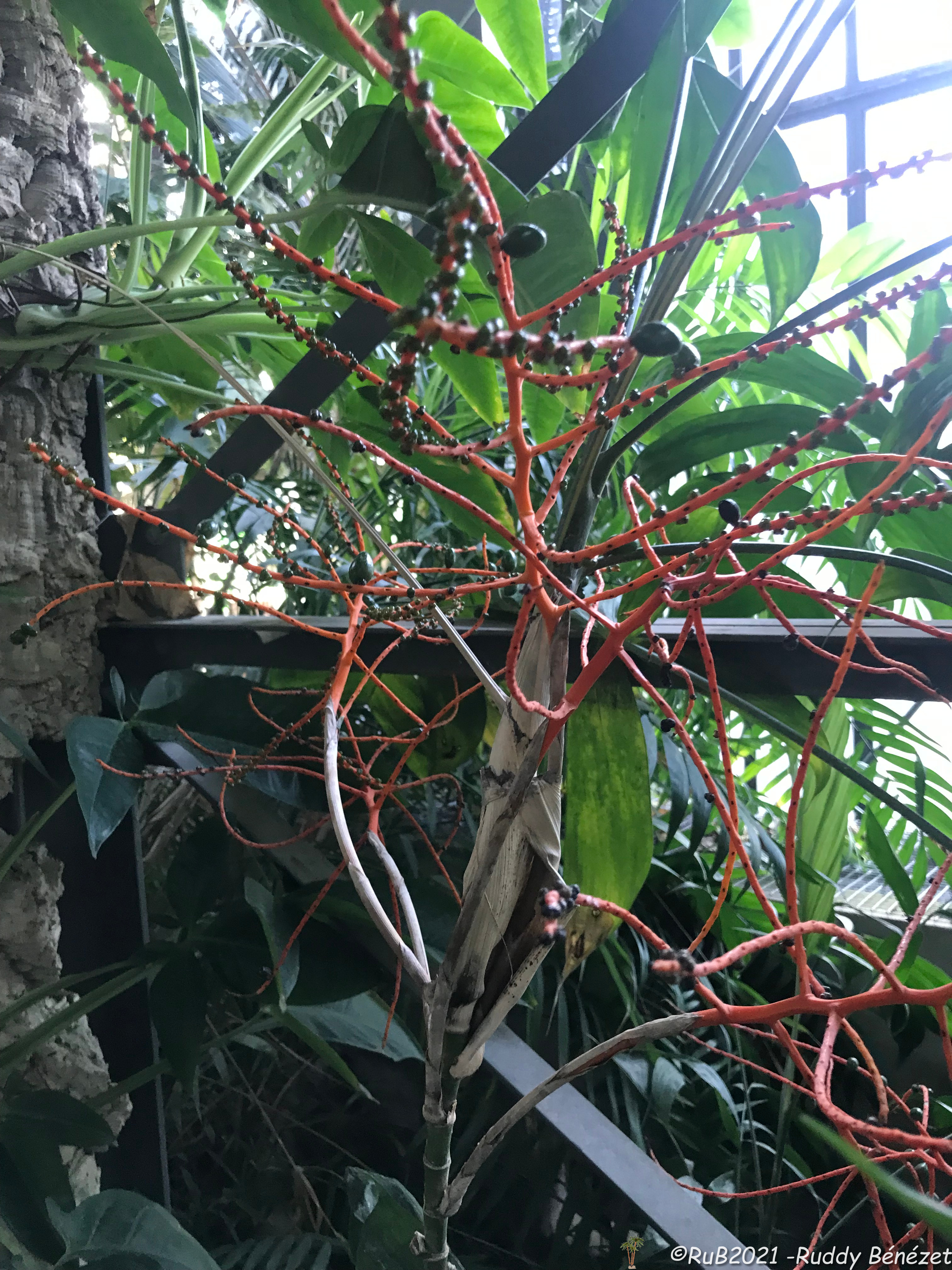
Infrutescence du Chamaedorea oblongata.
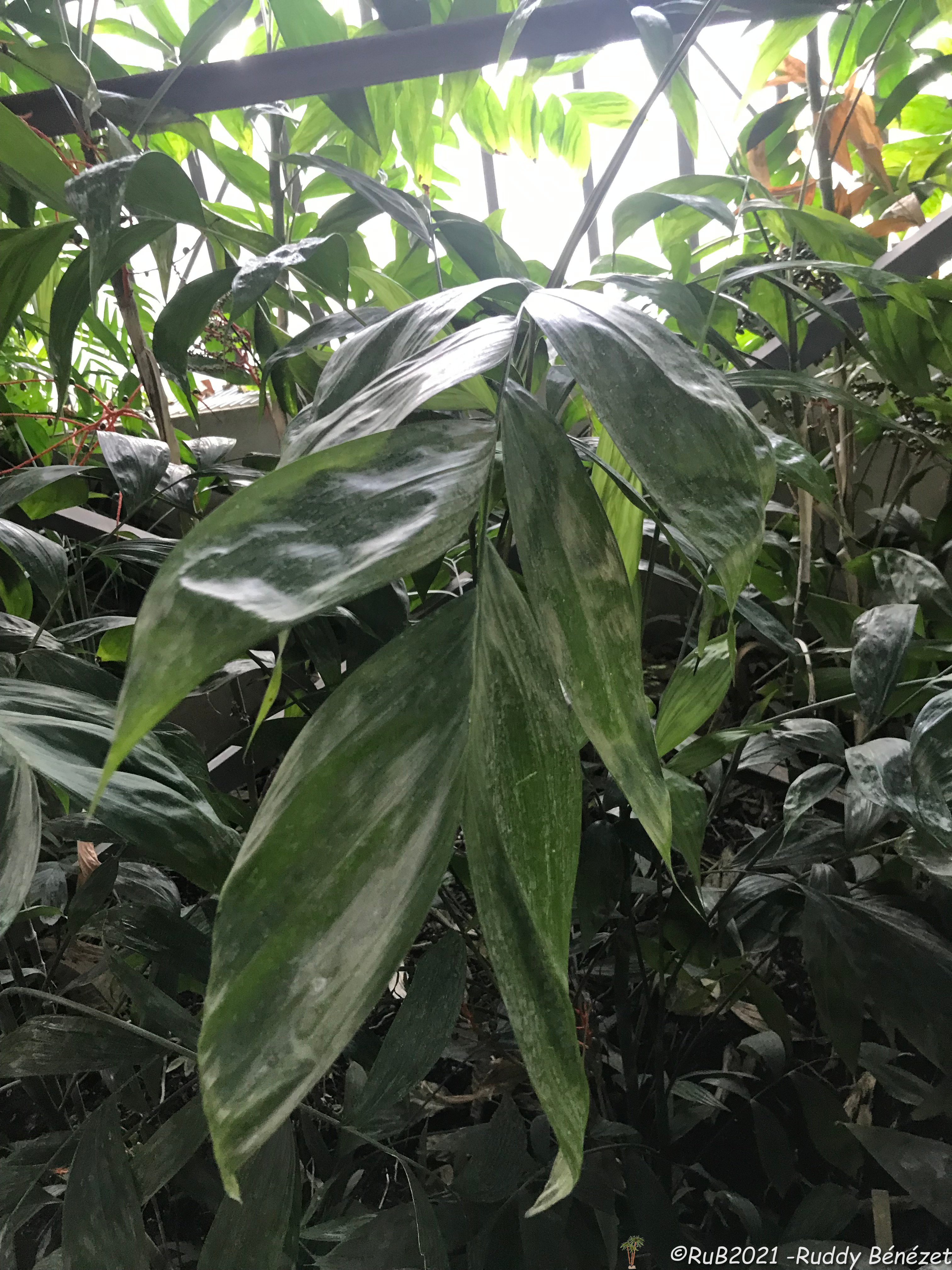
feuillage du Chamaedorea oblongata.
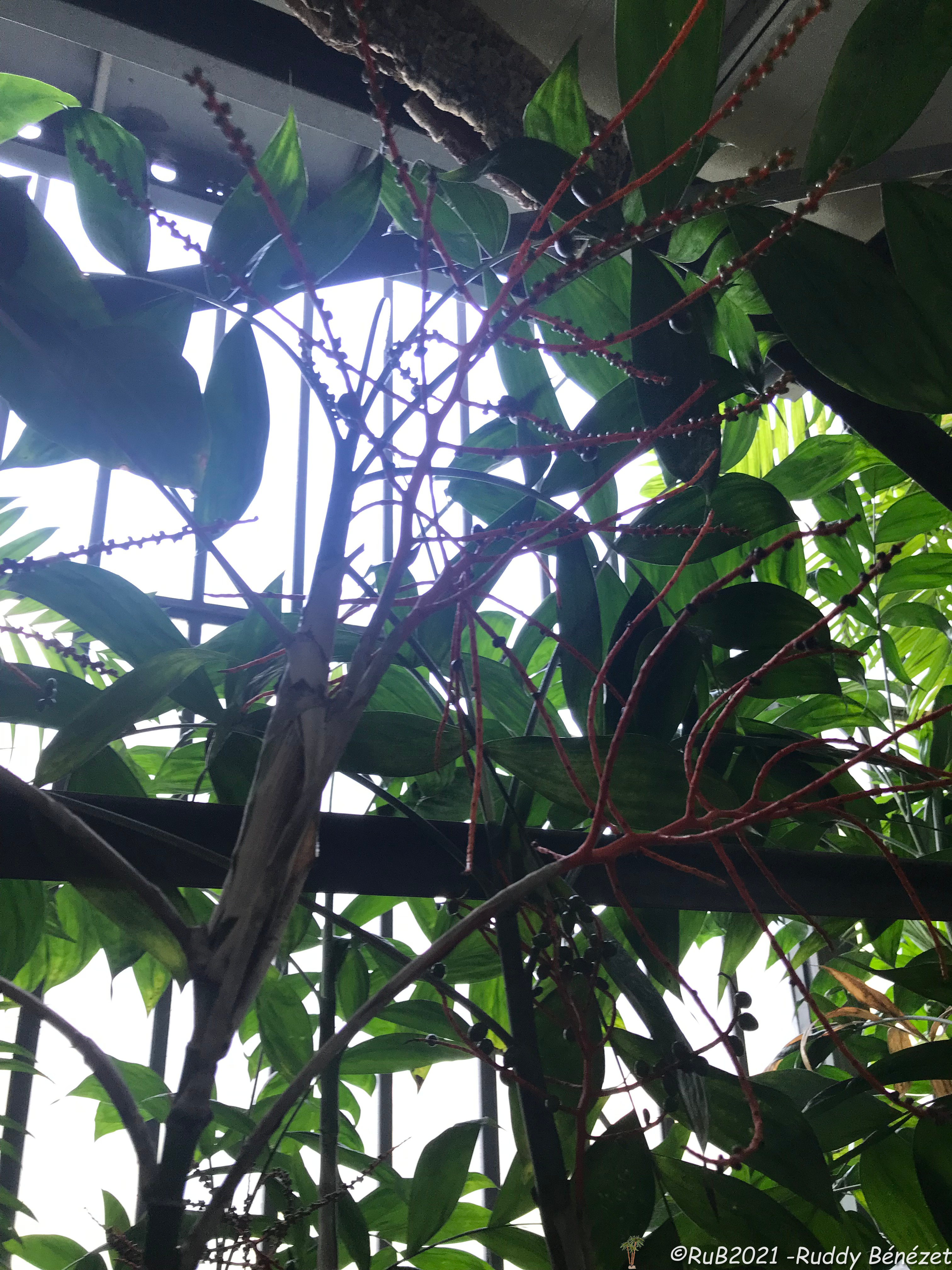
fruits du Chamaedorea oblongata.
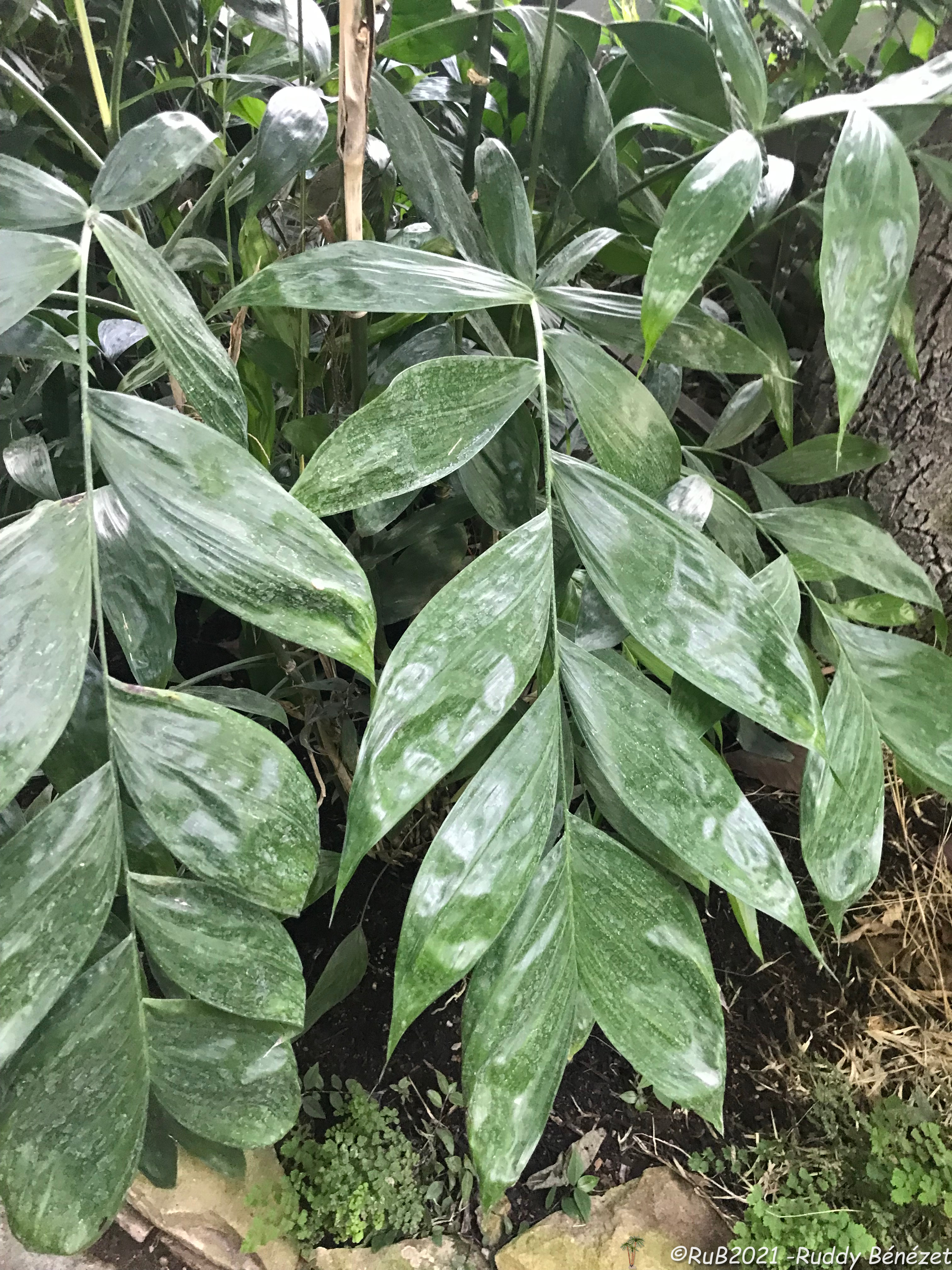
détail folioles du Chamaedorea oblongata.
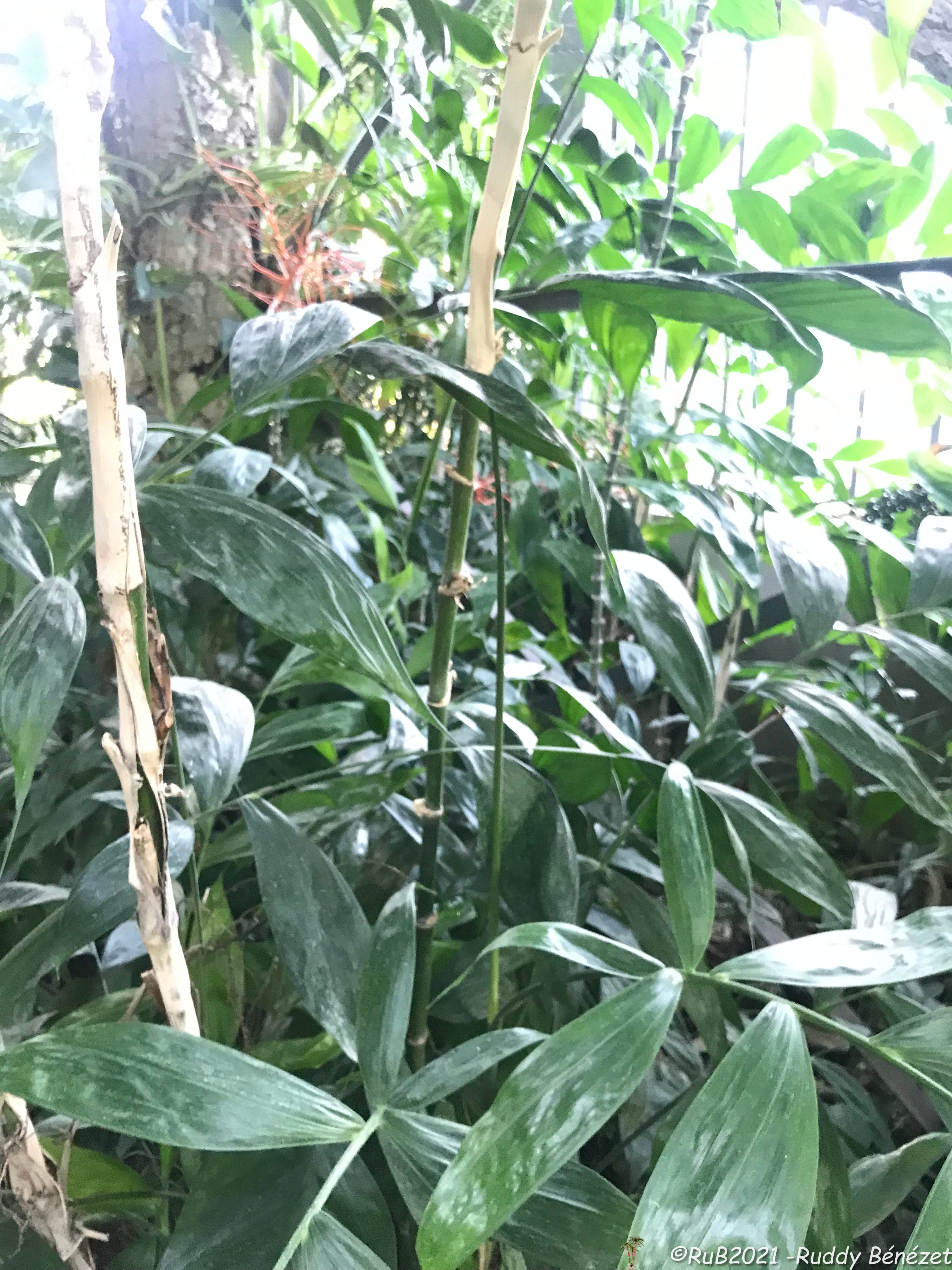
tige du Chamaedorea oblongata.
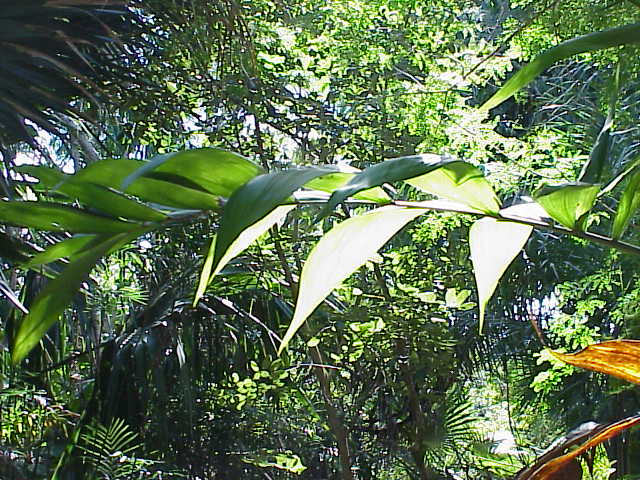
Feuilles.
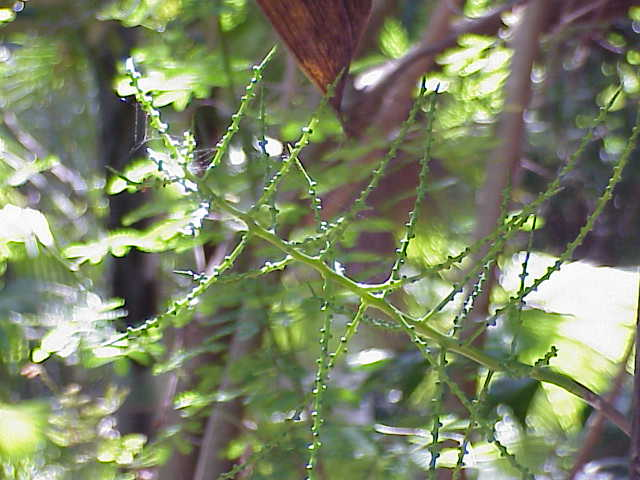
Fruits.